# Calamia staudingeri
Calamia staudingeri là một loài bướm đêm trong họ Noctuidae.